# Neronia
I Neronia quinquennali (Quinquenales Neronia) furono dei giochi istituiti da Nerone, su imitazione delle Olimpiadi greche. Questi giochi hanno seguito una tradizione impostata da Giulio Cesare e da Augusto: avere giochi celebrativi per ricordare l'anniversario del loro regno. Il festival era suddiviso in tre parti: la prima era dedicata a musica, oratoria e poesia, la seconda alla ginnastica e l'ultima all'equitazione. Sono stati indetti due volte durante il suo principato (54-68), una volta nel 60 d.C., e una nel 65 d.C. Dovevano essere celebrati a Roma periodicamente. Molti storici, tuttavia, erano dubbiosi sulla loro periodicità. Quinquennale significa ogni cinque, ma, in pratica, si svolgevano ogni quattro anni. Infatti i Romani contavano le cose globalmente così, tra 1 e 5, ci sono 4 anni. Eppure, il quinquennale Neronia avvenuta nel 60 d.C., 6 anni dopo l'ascesa di Nerone al potere nel 54 d.C., e poi di nuovo nel 65 d.C., 5 anni dopo. Nerone non solo vi partecipava personalmente, ma costringeva, a  volte, i suoi senatori a fare altrettanto, creando anche situazioni molto esilaranti soprattutto quando li superava in bravura in molte discipline e il tifo esplodeva alle stelle, diventando un vero e proprio mito.
Il Neronia quinquennale è citato in Svetonio, in Lucano, Tacito, e Cassio Dione.